# Amegilla puttalama
Amegilla puttalama es una especie de abeja excavadora perteneciente al género Amegilla, categorizada en la tribu Anthophorini, de la subfamilia Apinae.
Fue descrita científicamente por el entomólogo noruego Embrik Strand en 1913. Aparece registrada y publicada en una sección de Apidae von Ceylon, gesammelt 1899 von Herrn Dr. W. Horn. Archiv Für Naturgeschichte, Abteilung A, Vol. 79, No. 2 de 1913.

## Distribución
La especie se distribuye por Asia, en Tailandia, Nepal, Pakistán, India y Sri Lanka; también reportada en Martinica y Bermudas.